# Riseberga kloster

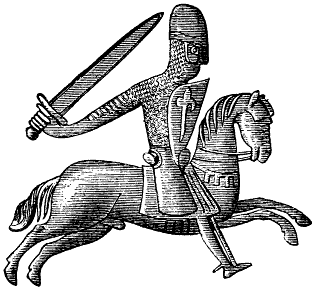
Birger Brosas sigill

Riseberga kloster var ett nunnekloster av cisterciensorden i Edsbergs socken i Lekebergs kommun, nära Fjugesta i Närke. Klostret var verksamt från åtminstone 1180 till 1534. Amfiteatern på Riseberga är landets största utomhusteater. Den rymmer 1 216 sittande åskådare.

## Historik

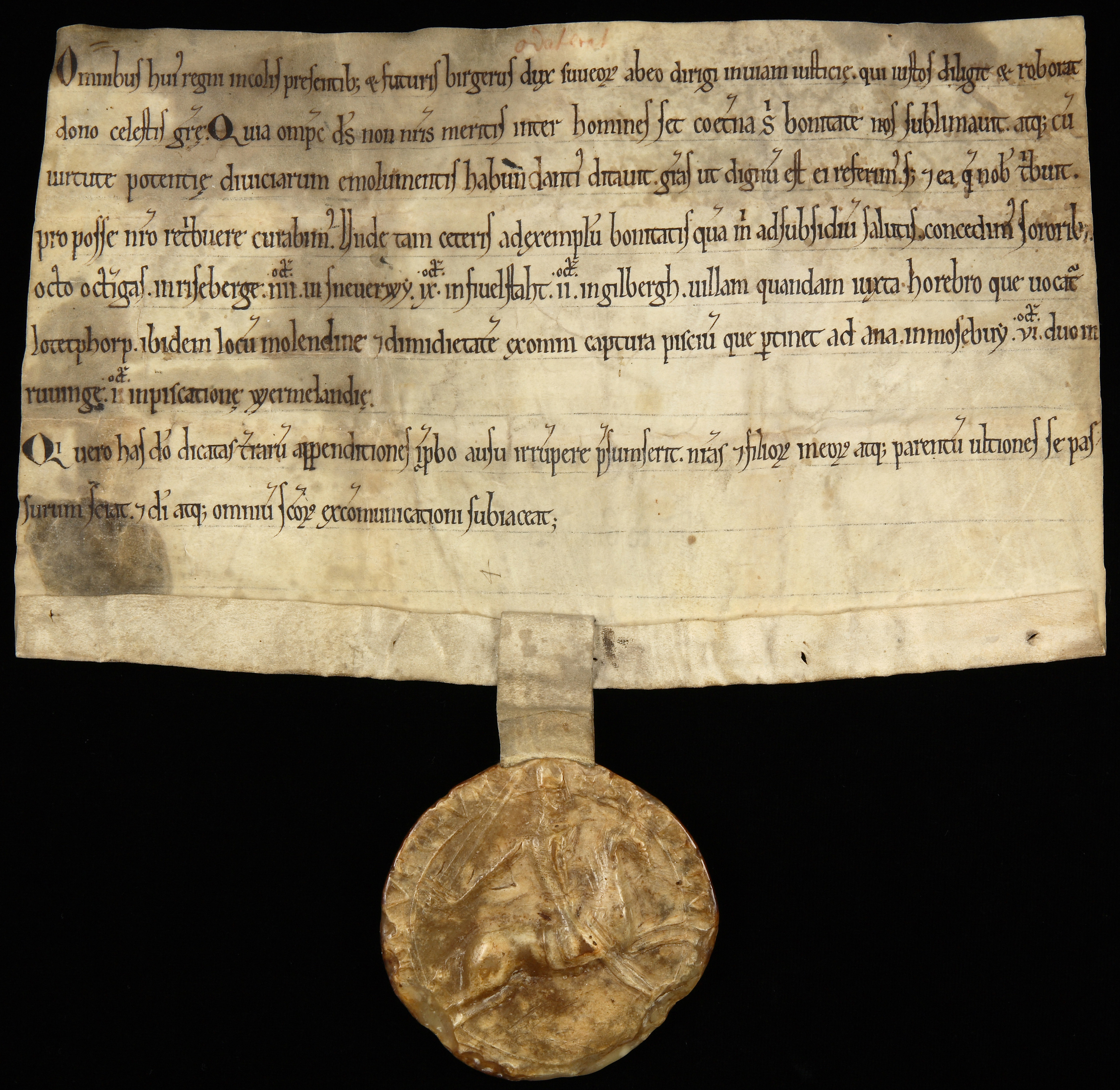
Birger Brosa meddelar att han till systrarna i Riseberga kloster donerar en rad egendomar, bland annat i Riseberga, Fjugesta och Örebro, och en del av fisket i Värmland.

Klostret anlades i slutet av 1100-talet som dotterkloster till Vreta. Det anses vara bekräftat från omkring år 1180. För byggnaderna användes kalksten. Klostret nämndes flitigt vid denna tid. Jorden till egendomen skänktes år 1202 av jarlen Birger Brosa, och hans maka änkedrottning Birgitta. Änkedrottning Birgitta blev nunna i Riseberga efter Birgers Brosas död 1202 och anses vara klostrets första kända nunna. Hon blev även gravsatt där. 
Klostret fick med tiden ett mycket stort jordinnehav, och ägde 224 gårdar, kvarnar, gruvor och kyrkor i Närke, Södermanland, Värmland, Västergötland, Östergötland och på Öland, samt tomter i Örebro. År 1212 tillerkändes klostret genom kungligt gåvobrev rätten till all egendom som konfiskerades från dömda brottslingar för brott begångna i dess trakt.  
Hela Edsbergs socken låg under klostret, och Riseberga var därför skyldig att hålla präst till sockenfolkets tjänst. Riseberga var ett så kallat administrationskloster under Julita och Alvastra kloster. Det var ett nunnekloster, men där fanns också ett mindre antal "lekbröder" för nunnornas assistans. Dessa bodde utanför klostermuren. Klostret låg nära vildmarken, och det ska ha förekommit vid flera tillfällen att nunnor och munkar från Riseberga tillbringade en tid som eremiter ute i ödemarken. Ingeborg Ulfsdotter, dotter till heliga Birgitta, blev nunna här. Klostret genomled en farlig period under 1380-talets stridigheter: år 1384 plundrades klostret, troligen av legoknektar tillhörande kung Albrekt av Mecklenburg, och dess medlemmar flyttade för en tid från klostret. 1401 tilldömdes klostret halva gården Sunnebol i Rudskoga socken av lagmannen i Värmland, Amund Hatt.
År 1527 drogs klostret in till kronan under reformationen. Nunnorna kvarlevde dock i klostret i ytterligare sju år. År 1534 flyttade de återstående nunnorna, då endast bestående av abbedissan och två nunnor. De tros ha ansökt om att bli emottagna vid ett kloster utomlands. Under 1650-talet användes sten från klosterruinen till utbyggnaden av Edsbergs kyrka. 
Riseberga kloster är föremål för den gamla legenden om "Skön Elisif". 

### Föreståndare
Abbedissorna är endast ofullständigt kända.
- Ragnfrid (1300-talet)
- Märta Ydsdotter
- Helena Gisladotter
- Margareta
- Greta (cirka 1378-1384)
- Ragnhild (1437)
- Kunigunda (1400-talet)
- Christina Pedersdotter (1508)
- Dorotea (1515)

### Kronologi
- 1202 : Sveriges änkedrottning Birgitta Haraldsdotter blir medlem av Riseberga kloster.
- 1341 : Ulf Gudmarsson och Birgitta Birgersdotter (Heliga Birgitta) insätter sin dotter Ingeborg som novis i Riseberga. Även dottern Katarina, som utbildades i klostret, kom senare dit som novis.
- 1384 : Riseberga plundras, troligen av legoknektar.
- 1527 : Klostret stängs och dess egendom dras in till staten av Gustav Vasa.
- 1534 : De sista nunnorna lämnar klostret.
- 1546 : Klostret ödeläggs av eldsvåda, och byggnaderna brinner ned. Vådeld eller åsknedslag var den troliga brandorsaken.
- 1650 : Edsbergs kyrka byggs ut med sten från klosterruinen och kyrkporten är också från klostret
- 1820-talet : en kalkugn anläggs i själva klosterruinen.
- 1800-talet : ölfat upptäcks i klosterkällaren med fortfarande drickbart öl.
- Ovan jord finns idag bara ett gavelparti av kyrkan kvar.